# سوزان دوقة بوربون
سوزان البوربونية (10 مايو 1491 - 28 أبريل 1521)؛ كانت دوقة بوربون وأوفرن منذ عام 1503 حتى وفاتها بالمناصفة مع زوجها شارل الثالث، هي ابنة بيير الثاني دوق بوربون وآن الفرنسية ابنة لويس الحادي عشر ملك فرنسا، كان والديها أوصياء على العرش خلال عهد خالها الملك القاصر شارل الثامن، أصبحت سوزان الوريثة بعد وفاة شقيقها شارل في 1498، في البداية لا يسمح القانون الفرنسي بخلافة الإناث، وبموجب القانون السالي يعتبر ابن عمها لويس الثاني كونت مونتنبسييه الوريث المفترض (هو شقيق زوجها المستقبلي شارل)؛ ولكن مع صعود قريبها الملك لويس الثاني عشر على العرش أقر بورثتها لألقاب والدها، ومع وفاته في 1503 أصبحت الدوقة الرسمية.

### الزواج
في البداية اقتراح لها الزواج ابن عمها لويس الثاني وذلك لتوحيد فرعين الأسرة وتجنب صراعات الخلافة بحيث يعتبر كلاهما من أحفاد جان الأول دوق بوربون، ولكن مع إهانة الشاب لوالدها بسبب القرارات فيما تتعلق بخلافته وموافقة من الملك واعتبارها الوريثة الأساسية، متجاهلاً حقوقه في الخلافة بموجب القانون السالي المعتمد في المملكة، بذلك تراجع والدها عن الاقتراح مقرراً خطبتها من قريبها شارل الرابع دوق ألونسون، ومع ذلك والدتها لم تؤيد قراره مفضلةً ابن عمها القريب لويس، بسبب التعقيدات السياسية التي ستسببها بالتأكيد لأن بوربون-مونبنسييه سيواصلون بالتأكيد مطالبتهم ومع ذلك والدها تمكن من توقيع عقد الخطبة في 21 مارس 1501 في مولان بحيث كان ألونسون يبلغ من العمر أحد عشر عامًا وسوزان في التاسعة من العمر.
بعد ذلك بعامين من ذلك وقبل الاحتفال رسميًا بالزفاف توفي والدها بسبب الحمى، وبالمناسبة توفي الشاب لويس مونبنسييه أيضًا قبل ذلك، وخلفه أخوه الأصغر شارل الثالث، مع وفاتهما ، يمكن أيضًا التخلص من المشكلات التي ابتليت بها علاقتهما، وعلى الفور كسرت آن الخطبة مع ألونسون ورتبت لها للزواج من وريث بوربون التالي شارل، وبالتالي تجنبت صراع الخلافة على ميراث الدوقية، وفي 10 مايو 1505 تزوجت سوزان أخيراً من شارل، وأصبح على الفور حاكمًا مناصفاً لها في ألقابها، بعد حفل الزفاف ، قام دوق ودوقة بوربون بجولة عبر ممتلكاتهم مع آن، وهو أمر كانوا يكررونه عدة مرات خلال فترة حكمهم.
أنجبت آن لزوجها مرتين:-
- فرانسوا (1517-1518)؛ أصبح كونت كليرمون.
- تؤام (1518).

في السنوات الأخيرة أصبحت صحتها ضعيفة، وتوفيت في 28 أبريل 1521، ودفنت في مقاطعة أوفيرن، ومع أواخر العام التالي توفيت والدتها أيضا، تاركة خلفها زوجها الأرمل، ومع وفاتها على الفور ادعت ابنة عمتها لويز السافوية والدة الملك فرانسوا الأول الميراث باعتبارها الأقرب من ناحية الدم، متجاهلةً حقوق زوجها الذي اقترحت عليه الزواج، ولكن بسبب فارق العمر حال دون ذلك، ومع وقوف الملك إلى جانب والدته ومصادرة جزءاً من أملاكه، استطف زوجها الأرمل إلى الإمبراطور العدو، وبعد الكشف عن المؤامرة تم تجريده من ألقابه وفراره إلى إيطاليا عارضاً خدماته على الإمبراطور، توفي في 1527 دون وريث شرعي وغير متزوج من بعدها، انتقل ألقابه إلى التاج.